# Canarium vrieseanum
Canarium vrieseanum är en tvåhjärtbladig växtart som beskrevs av Adolf Engler. Canarium vrieseanum ingår i släktet Canarium och familjen Burseraceae. Inga underarter finns listade i Catalogue of Life.